# Franz Xaver Lender
Pour les articles homonymes, voir Lender.
Franz Xaver Lender (né le 20 novembre 1830 à Constance et mort le 29 juillet 1913 à Sasbach ; à l'origine: Xaver Leopold Lender) est un religieux catholique et homme politique badois.

## Biographie
Lors du  Kulturkampf de Bade en 1850, Leder joue un rôle clé dans la fondation du club de lecture théologique Arminia, qui est devient le noyau du syndicat étudiant Arminia Freiburg CV et KDV, qui existe encore aujourd'hui. Après des études de théologie à Munich et à Fribourg-en-Brisgau, il est ordonné prêtre en 1853. En 1856, il devient administrateur de la paroisse et en 1862 curé à Schwarzach, où il fondr en 1859 un orphelinat et l'ordre religieux des sœurs franciscaines d'Erlenbad. De 1872 à 1913, il est prêtre à Sasbach. À partir de 1873, l'établissement d'enseignement de Lender (Heimschule Lender) y est établi en tant que lycée d'église.
Leder est membre de la seconde chambre de Bade de 1869 à 1887 pendant le Kulturkampf. De 1872 à 1913, il est député du Reichstag pour le Zentrum et représente la 8e circonscription du grand-duché de Bade (Baden-Rastatt). En relation avec le gouvernement de Bade, il représente un «cours d'opposition dédié» et, à partir de 1879, il travaille avec sa «politique de réconciliation» pour démanteler la législation sur la lutte culturelle.
En 1898, il reçoit un doctorat honoris causa en théologie de l'Université de Fribourg-en-Brisgau.